# Darío Saguier
Darío Jara Saguier (27 de janeiro de 1930 – 22 de janeiro de 2023) foi um futebolista paraguaio que atuou como atacante.

## Carreira
Saguier jogou no Cerro Porteño de 1947 a 1960, com o qual conquistou o campeonato nacional em 1950 e 1954 e foi artilheiro da mesma competição em 1949. Defendeu a Seleção Paraguaia na Copa do Mundo FIFA de 1950 no Brasil.

## Morte
Saguier morreu em 22 de janeiro de 2023, aos 92 anos de idade.